# Kenji Komata
Kenji Komata (jap. 古俣 健次, Komata Kenji; * 15. Juli 1964 in der Präfektur Niigata) ist ein ehemaliger japanischer Fußballspieler.

## Karriere
Komata erlernte das Fußballspielen in der Schulmannschaft der Niigata Technical High School und der Universitätsmannschaft der Osaka University of Commerce. Seinen ersten Vertrag unterschrieb er 1987 bei Yamaha Motors (heute: Júbilo Iwata). Der Verein spielte in der höchsten Liga des Landes, der Japan Soccer League. Mit dem Verein wurde er 1987/88 japanischer Meister. 1989 erreichte er das Finale des JSL Cup und des Kaiserpokals. 1993 wurde er mit dem Verein Vizemeister der Japan Football League und stieg in die J1 League auf. 1994 erreichte er das Finale des J.League Cup. Für den Verein absolvierte er 112 Spiele. 1996 wechselte er zu Albireo Niigata (heute: Albirex Niigata). Ende 1998 beendete er seine Karriere als Fußballspieler.

## Erfolge
Yamaha Motors/Júbilo Iwata
- Japan Soccer League

Meister: 1987/88
- JSL Cup

Finalist: 1989
- J.League Cup

Finalist: 1994
- Kaiserpokal

Finalist: 1989